# 三輪清宗
三輪 清宗（みわ きよむね）はフリーのゲームデザイナー、ライター、オカルト研究考証家。戦国時代備中国の武将三村元範の一子元丸の子孫。シーランド公国男爵。主にテーブルトークRPG（TRPG）関係の記事の執筆と、『レンタルマギカ』の魔術考証で知られる。

## 人物
2004年に『異界戦記カオスフレア』で第五回ゲーム・フィールド大賞TRPG部門を準入選した事を切っ掛けにプロデビュー。ゲームルールのシステムデザインのほか、システムデザインだけでなくワールド設定や小説の執筆もこなす。
オカルト、特に西洋魔術に対する知識が豊富である。『Fate/stay night [Réalta Nua]』のゲール語考証や『Fate/EXTRA』のサーヴァント考証、アニメ版『レンタルマギカ』の魔術考証を担当。アニメ版『東京レイヴンズ』の呪術考証も担当している。
常に黒いインバネスコートにステッキという印象的な出で立ちで公の場に現れる事でも知られ、夏の早朝駅前にたむろしていた不良が霧の中から現れた彼の姿を見て怯えたという逸話も存在する。『レンタルマギカ』のTVCMに登場する黒衣の男性も三輪である。また同アニメの次回予告後にある魔術考証の解説には「三輪先生」なるキャラクターが登場し、確認を求められてリアクションを返すという役どころになっている（声は同作の出演者である諏訪部順一が担当）。
ゲーム『まいにちいっしょ』の「トロ・ステーション」第481回・第788回・第1013回、『週刊トロ・ステーション』第14号では、トロやクロたちに風習やおまじない、豆知識を教える役として登場。やはり上記の出で立ちであった。
同じくTRPG業界で活躍するゲームライターの小太刀右京とはアマチュア時代からの相棒同士である。
風の聖痕RPGでは初のリプレイを発表した他、幾つかのリプレイにプレイヤーとして参加しており、Aの魔法陣リプレイブックでは、TRPG界のSR-71ブラックバード（曲がらない、戦えない、世界最速）とプレイを評価されている。
2012年に発表された三田誠によるRPF（ロールプレイング・フィクション）レッドドラゴン（最前線 掲載）ではシステムデザインとフィクションマスターの補佐を担当している。 
神主の位を持っており、スタジオをお祓いするという。
また、現在休止中の自身のブログにおいて、三村元範の一子元丸の子孫であると明言している。

## 作品リスト

### テーブルトークRPG
- 異界戦記カオスフレア（ゲームデザイン。小太刀右京と共著）
- 風の聖痕RPG（ゲームデザイン）
- メタルヘッドエクストリーム（ゲームデザイン）
- Aの魔法陣ルールブック・ガンパレードマーチ編（ルールライティング）
- トリニティ×ヴィーナスSRS（ゲームデザイン）
- レッドドラゴン（ゲームデザイン）
- メタリックガーディアンRPG（アドバンスド・コーディネーター）

### リプレイ（執筆）
- 風の聖痕RPGリプレイ
- 輝きのメイルシュトローム - Replay:トリニティ×ヴィーナスSRS
- ささやきのモノクローム - Replay:トリニティ×ヴィーナスSRS
- 欺きのウォーシンドローム - Replay:トリニティ×ヴィーナスSRS
- 妖異暗躍譚 (1) 白梅の鮮華 - Replay:天下繚乱RPG
- 妖異暗躍譚 (2) 紅梅の残月 - Replay:天下繚乱RPG
- 妖異暗躍譚 (3) 青梅の幽香 - Replay:天下繚乱RPG
- 妖異暗躍譚 (4) 黄梅の繚花 - Replay:天下繚乱RPG
- 義経変生譚 (1) - Replay:天下繚乱RPG
- 義経変生譚 (2) - Replay:天下繚乱RPG
- 義経変生譚 (3) - Replay:天下繚乱RPG
- スタンダードRPGシステム・リプレイ 虹の彼方から
- 異界戦記カオスフレアSC リプレイ 夢の果実（GF別冊「混沌の炎」収録）

### リプレイ（プレイヤー参加）
- Aの魔法陣ルールブック・承前〜天を穿つ男達（大神朝巳）
- Aの魔法陣リプレイブック（大神朝巳、大神清菜）
- トーキョーN◎VAThe Detonation リプレイ 神殺し Slayers of God（ベラーノ・ハボリム）[注釈 1]
- 異界戦記カオスフレアリプレイ 暁の戦士たち（エリオット・スティンガー、京暁生、ユーフェミア・エスタージュ）
- ダブルクロス・リプレイ・ストライク 天からの一撃（マーヤ・エンテュメーシス）
- 異界戦記カオスフレアリプレイ リオフレード魔法学院（ナーミア・シャーヘンドラ・カシャーシュカ・カーラ）
- ダブルクロス・リプレイ・ストライク3 天からの逆襲（マーヤ・エンテュメーシス）
- Aの魔法陣ルールブック・ガンパレードマーチ編（大神茅那）
- 異界戦記カオスフレアSCリプレイ 世界の卵（エリオット・スティンガー、京暁生）
- 異界戦記カオスフレアSCリプレイ 神の卵（アリア・アルハイア）
- エンゼルギアThe 2nd Edition リプレイ 銀翼の救世主（シオン・ネフシュタン）
- 大江戸妖怪絵巻-雀と少女と名探偵- Replay:天下繚乱RPG（芹沢鴨）
- 南町黒衣録 Replay:天下繚乱RPG（鳥居耀蔵）

### リプレイ（ＧＭ参加）
- メタリックガーディアンRPGリプレイ・ラグナロク 終わる世界の狂想曲 ISBN 978-4-04-070076-2

### ノベライズ
- 封龍の魔剣 異界戦記カオスフレア ISBN 978-4-7753-0540-9
- STEINS;GATE 蝶翼のダイバージェンス：Reverse ISBN 978-4-04-474845-6
- STEINS;GATE2 形而上のネクローシス：Reverse ISBN 978-4-04-474853-1
- STEINS;GATE3 境界面上のシュタインズ・ゲート：Rebirth ISBN 978-4-04-100143-1
- STEINS;GATE4 六分儀のイディオム：前編 ISBN 978-4-04-100263-6
- STEINS;GATE5 六分儀のイディオム：後編 ISBN 978-4-04-100305-3
- 小説 甲鉄城のカバネリ 上 ISBN 978-4800005946
- 小説 甲鉄城のカバネリ 下 ISBN 978-4800005953
- 太陽と死んだ魔術師（『小説 魔法使いの嫁 金糸篇』収録） ISBN 978-4-8000-0690-5
- *豪華版 ISBN 978-4-8000-0689-9

### ゲーム
- STEINS;GATE 線形拘束のフェノグラム（黄昏色のソーテールのシナリオ担当）
- EMBLEM of GUNDAM（『機動戦士ガンダム0083』パートのシナリオ担当）

### 作品協力・考証
- レンタルマギカ（アニメ＆原作、魔術考証）
- Fate/stay night(ゲール語考証)
- Fate/EXTRA（サーヴァント考証）
- Fate/Apocrypha（サーヴァント考証）
- クロス×レガリア（魔術考証・技術考証）
- 革命機ヴァルヴレイヴ（アニメ, SF考証）
- 進撃の巨人（アニメ、設定協力）
- 東京レイヴンズ（アニメ、呪術考証）
- 甲鉄城のカバネリ（アニメ、仮想世界調整）
- 真夜中のオカルト公務員（アニメ、オカルト考証）
- ロード・エルメロイII世の事件簿（魔術考証）[3]

### アニメーション脚本
- ガンスリンガー ストラトス
- がっこうぐらし!
- ダンガンロンパ3 -The End of 希望ヶ峰学園- 未来編
- BORUTO-ボルト- -NARUTO NEXT GENERATIONS-
- Fate/Apocrypha
- 真夜中のオカルト公務員
- ロード・エルメロイII世の事件簿 -魔眼蒐集列車 Grace note-
- セブンナイツ レボリューション -英雄の継承者-